# Monasterio de Valcavado

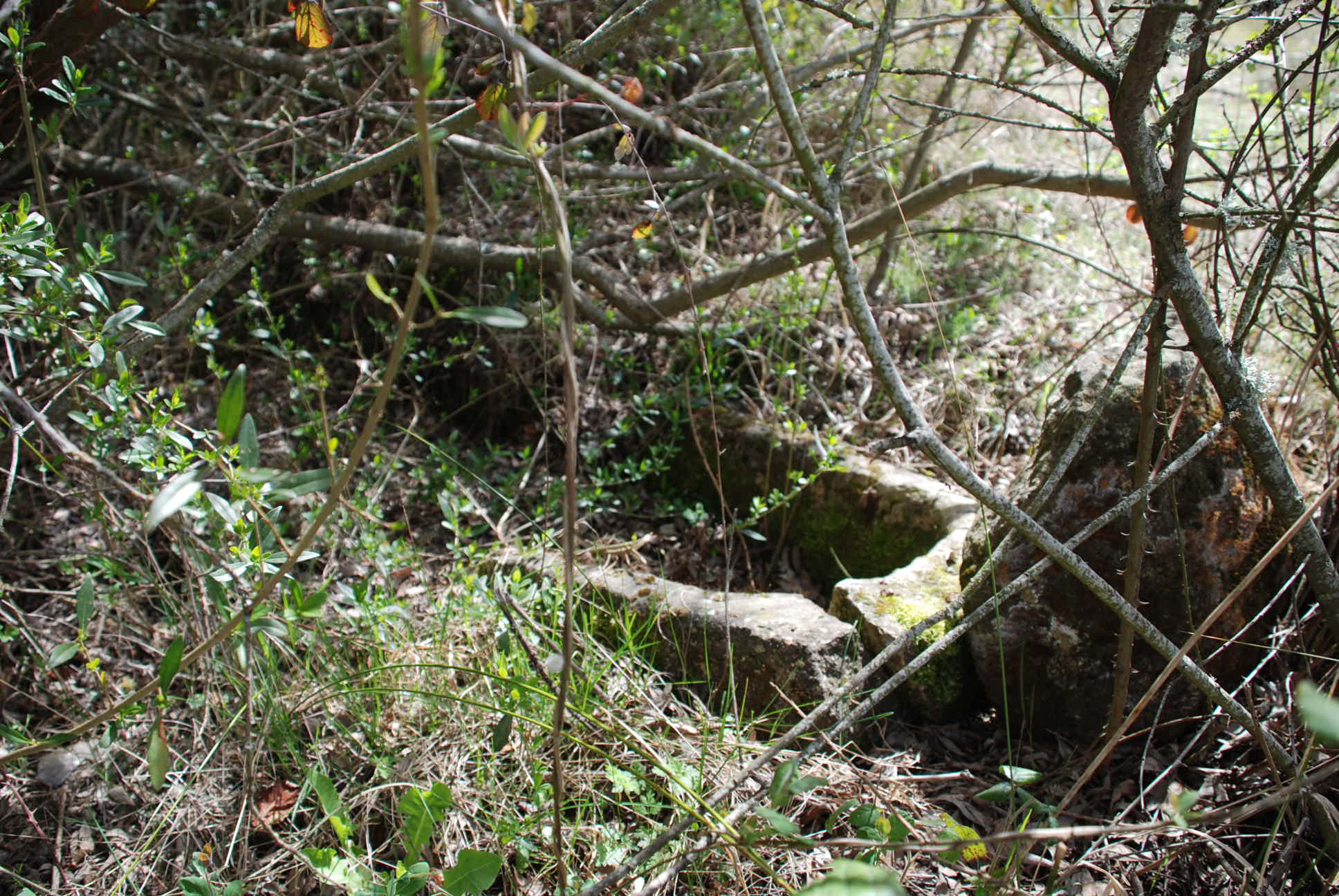
Restos de un sarcófago del monasterio (2009).

El Monasterio de Valcavado fue un monasterio de origen medieval hoy desaparecido que estaba situado a los pies del río Carrión, en el término de Villaires (Provincia de Palencia), cerca de la villa de Saldaña.

## Historia

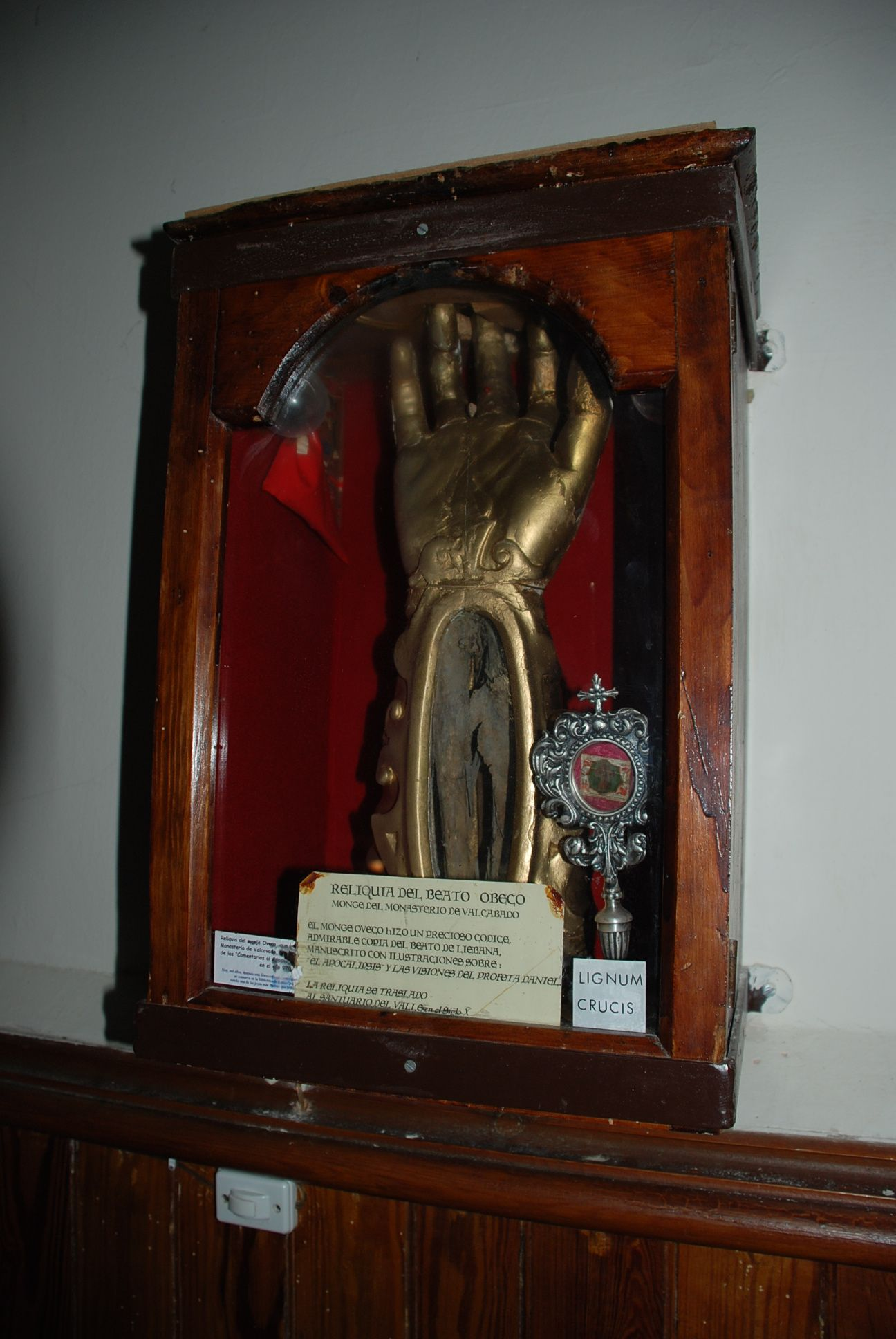
Reliquia del monje Oveco, creador del Beato de Valcavado.

La fecha de fundación del monasterio es desconocida, posiblemente fuera fundado en fechas repobladoras al amparo de los condes de Saldaña, los Banu Gómez, cuyo cabecilla Diego Muñoz, fundaría más al norte a mediados del siglo X el monasterio de San Román de Entrepeñas. El Cronicón Hispalense sitúa la fecha de fundación del monasterio en el año 641. Este cronicón cuenta erróneamente que el monasterio estaba cerca del río Pisuerga y que en él se refugiaron los obispos palentinos: "Año 641. En el valle llamado Cavado, cerca del Pisuerga, fue construido un monasterio benedictino, en el cual permanecieron por muchos años los obispos palentinos". El cronicón que en su día fue dado por bueno por el monje benedictino Gregorio de Argaiz, es una burda falsificación creada por Antonio de Lupián Zapata en el siglo XVII.
La primera mención de Valcavado es la del conocido Beato de Valcavado, también llamado Beato de Valladolid por el lugar donde actualmente se conserva, copiado en el año 970 por el monje Oveco para el abad Sempronio. La noticia del códice copiado por Oveco llegó a tener tanta fama en la región que le tenían por santo, llegando a venerar su mano derecha, que según la tradición se conserva como reliquia en el Santuario de la Virgen del Valle en Saldaña.

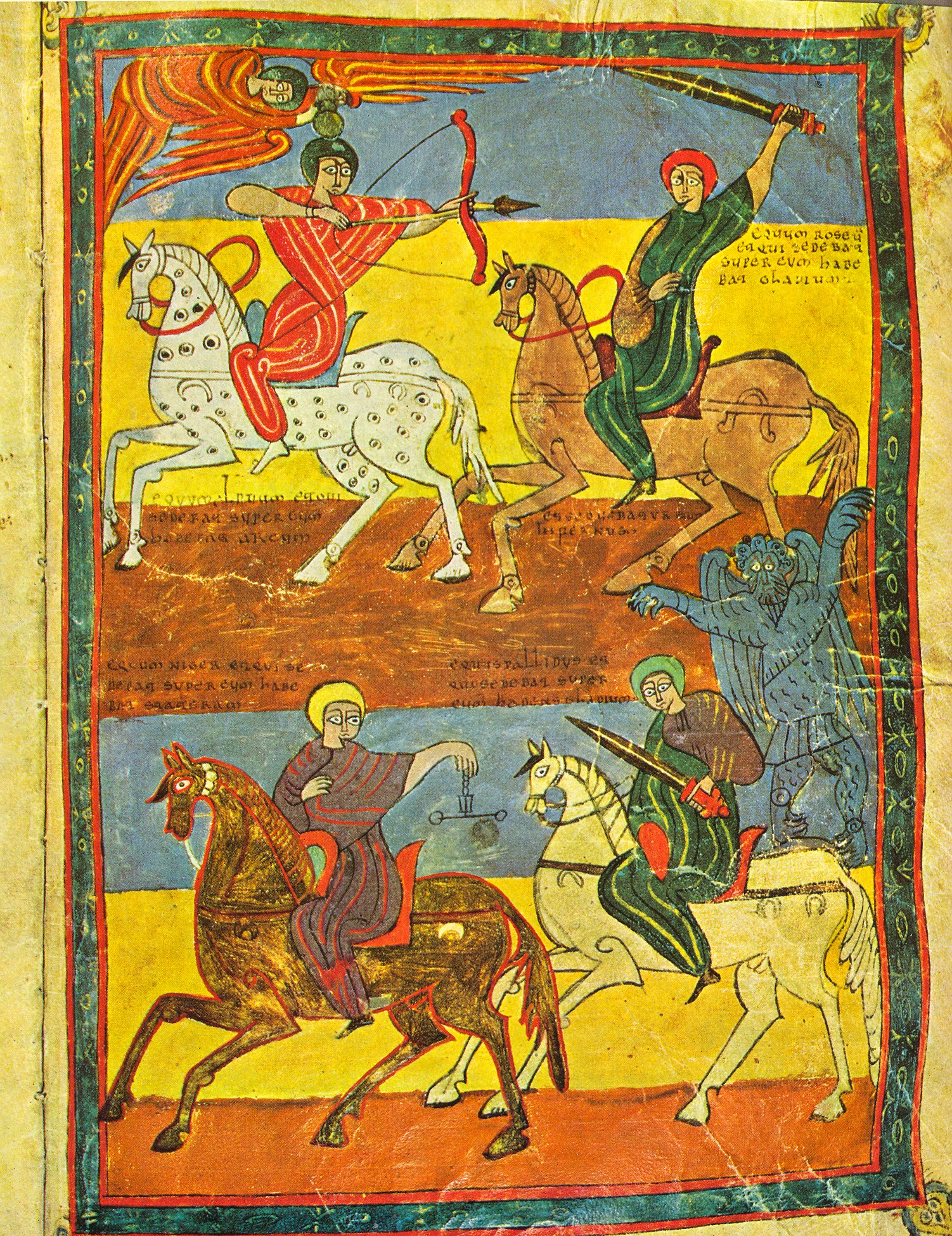
Los Cuatro Jinetes del Apocalipsis. Beato de Valcavado.

Las menciones de Valcavado en la documentación son escasas, destacando una donación de un matrimonio de varios lugares al monasterio en 1087. La documentación de Santo Toribio de Liébana en 1036 testimonia el nombre de un abad de Valcavado llamado Gonzalo: "Domno Gonsalbo abbas de Ualcabato", nombre que también portaba el abad de Valcavado en 1101, según se desprende de un documento del monasterio de Sahagún de 1101, donde confirma el testamento del conde Pedro Ansúrez y su mujer Eilo: "Gunzaluus abbas de Ualcauato conf.".
Dos anotaciones marginales del Beato de Valcavado datadas en 1117 y 1118, testimonian los expolios que cometió la reina Urraca en el monasterio, con especial mención del expolio de una cruz que su tía la infanta Elvira había donado al monasterio y que ella había sustraído, mandando deshacer la cruz y dar la plata a cambio de un caballo. Este expolio testimonia el abandono progresivo del monasterio.
En 1179 por obra del rey Alfonso VIII de Castilla el poblado de Valcavado con su monasterio es donado al monasterio de San Zoilo de Carrión. Desde esta fecha se dejan de tener noticias del monasterio, todos los datos referentes a Valcavado se refieren al poblado y su iglesia, que no correrían mejor suerte que el monasterio, ya que el poblado terminó despoblado y los restos de su iglesia se utilizaron para construir la iglesia del cercano Valcabadillo.

## Hallazgos
En el año 1967 un vecino de Villaires guio a José María Caballero González hasta las ruinas del monasterio, donde se encontraron restos de pavimentación, muros, nueve sepulcros de piedra y algunos enterramientos, además de otros restos arqueológicos de tipología medieval, como cerámicas, cuatro monedas, una aguja, un pendiente y una piedra dentro de uno de los sepulcros con la inscripción "VAL".

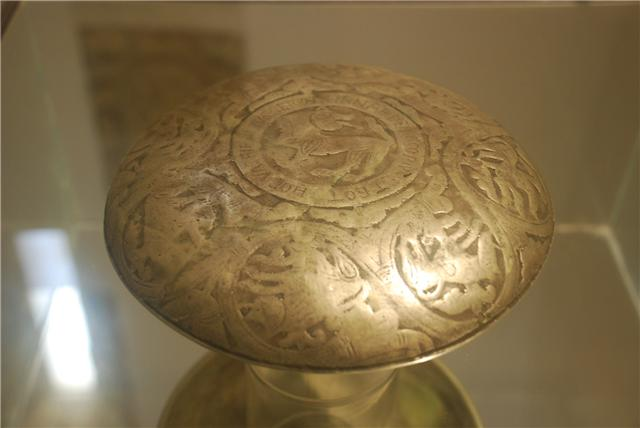
Patena mozárabe proveniente del Monasterio de Valcavado.

En 1988 un fotógrafo natural de Saldaña, pescando en el río Carrión a unos 50 metros más abajo del emplazamiento del monasterio, encontró de casualidad una patena mozárabe que hoy se exhibe en la Iglesia de San Pedro, a la sazón Museo Arqueológico de la villa. La patena es una excepcional pieza de plata sobredorada, decorada con relieves de animales típicos del bestiario mozárabe, que está datada entre los siglos X y XI.
En la patena se halla una inscripción que dice así: "+ IN NOMINE DOMINI OSORIVS ET GOTO HOC VAS FIERI IVSSERVNT" (En el nombre de Dios, Osorio y Goto mandaron hacer este vaso). Se desconoce quiénes son estos Osorio y Goto, aunque con toda seguridad Osorio sería un noble perteneciente a la familia condal Banu Gómez, pues el nombre Osorio es un nombre de tradición familiar usado por varias generaciones Banu Gómez, además coincide con la zona de actuación de esta familia condal.